# Natalie Imbruglia
Natalie Jane Imbruglia (Sydney, 1975. február 4. –) ausztrál-brit énekesnő, dalszerző, modell és színésznő. Az 1990-es évek elején vált ismertté Beth Brennan, az ausztrál Neighbours című szappanopera egyik szereplőjének megformálásával.
Három évvel a sorozatból való távozását követően könnyűzenei karrierbe kezdett, "Torn" című Ednaswap-feldolgozása tette őt világhírűvé. Ezt követően jelent meg 1997-ben Left of the Middle című nagylemeze, amely világszerte 7 millió példányban kelt el. Később további öt albuma jelent meg összesen 3 millió eladott példánnyal, elismerései közt pedig található nyolc ARIA-díj, két Brit Awards-díj, egy Billboard Music Awards-díj, valamint három Grammy-jelölés.
Zenei pályafutása mellett több filmben is látható volt, leginkább talán a 2003-as Johnny English című akcióvígjátékból ismert mint Lorna Campbell titkosügynök, emellett a 2009-es ausztrál filmnek, a Closed for Winter-nek is főszereplője volt. Modellként a L’Oréal, a Gap és a Kailis reklámarca is volt. Aktivistaként is tevékeny.

## Életrajz
1975-ben született Sydney-ben, Maxene Anderson és Elliot Imbruglia négy lánya közül másodikként. Édesapja olasz származású, édesanyja pedig ír és angol. Eleinte reklámfilmekben szerepelt, 16 évesen pedig otthagyta az iskolát, hogy színészi pályára lépjen. Ekkora kapta meg Beth Brennan szerepét a Neighbours szappanoperában, amelyben összesen 250 epizódban volt látható. Két év után 1994-ben kilépett a sorozatból, és Londonba utazott. Itt szerződött le a BMG-vel, miután a Torn című kislemezének demója elnyerte a RCA Records tetszését. A kislemez az Ednaswap dalának feldolgozása volt, és nemzetközi hírnevet jelentett Imbruglia számára.
2010-ben az ausztrál X-Factor második szériájának egyik mentoraként volt látható.

## Magánélete
Az 1990-es évek végén David Schwimmer amerikai színész párja volt. 2003-ban házasodott össze Daniel Johns-szal, akitől 2008-ban elvált. 2013. február 28-án brit állampolgárságot kapott. 2019. július 24-én jelentette be, hogy első gyermekét várja. Húga, Laura Imbruglia szintén énekes-dalszerzőként tevékenykedik.

## Diszkográfia

### Nagylemezek
- Left of the Middle (1997)
- White Lilies Island (2001)
- Counting Down the Days (2005)
- Come to Life (2009)
- Male (2015)
- Firebird (2021)

### Egyéb kiadványok
- Glorious: The Singles 97–07 (2007, válogatásalbum)
- Live from London (2007, EP)

### Kislemezek
- Torn (1997)
- Big Mistake (1998)
- Wishing I Was There (1998)
- Smoke (1998)
- Identify (1999, promóciós kislemez)
- That Day (2001)
- Wrong Impression (2002)
- Beauty on the Fire (2002)
- Shiver (2005)
- Counting Down the Days (2005)
- Glorious (2007)
- Want (2009)
- Wild About It (2009, promóciós kislemez)
- Instant Crush (2015)
- Build It Better (2021)
- Maybe It's Great (2021)

## Filmográfia

### Filmek
- Johnny English (2003) – Lorna Campbell (magyar hangja Györgyi Anna)
- Closed for Winter (2009) – Elise Silverston
- Underdogs (2013) – Michelle Stratton
- Among Ravens (2014) – Madison
- Little Loopers (2015) – Kristen Wright

### Televíziós sorozatok
- Neighbours (1992–1994) – Beth Brennan, 250 epizódban
- Law of the Land (1997) – Faye Watson, 1 epizódban
- Legend of the Lost Tribe (2002) – Koala (szinkronhang)

## Fordítás
- Ez a szócikk részben vagy egészben  a   Natalie Imbruglia című angol Wikipédia-szócikk fordításán alapul.  Az eredeti cikk szerkesztőit annak laptörténete sorolja fel. Ez a jelzés csupán a megfogalmazás eredetét és a szerzői jogokat jelzi, nem szolgál a cikkben szereplő információk forrásmegjelöléseként.